# العمارنة (سيدي بلعباس)
العمارنة بلدية في دائرة سيدي لحسن في ولاية سيدي بلعباس شمال غرب الجزائر.